# Abundance (ciruela)
Abundance es una variedad cultivar de ciruelo (Prunus salicina), de las denominadas ciruelas japonesas (aunque las ciruelas japonesas en realidad se originaron en China, fueron llevadas a los EE. UU. a través de Japón en el siglo XIX).
Una variedad que crio y desarrolló a finales del siglo XIX Luther Burbank en Santa Rosa (California), siendo un híbrido resultado del cruce de Prunus salicina X Prunus simonii?. Las frutas tienen una pulpa de color ambarino, con textura bastante firme y dulce, sabor enérgico subácido, muy bueno, típico de las denominadas ciruelas japonesas. Tolera las zonas de rusticidad según el departamento USDA, de nivel 5 a 9.

## Sinonimia
- "Prunus triflora",
- "Babcock",
- "Botankio",
- "Chase",
- "Munson",
- "Douglas",
- "Oriole".

## Historia
'Abundance' variedad de ciruela, de las denominadas ciruelas japonesas con base de Prunus salicina, que fue desarrollada y cultivada por primera vez en el jardín del famoso horticultor Luther Burbank en Santa Rosa (California) mediante una hibridación de Prunus salicina como Parental-Madre x polen de  Prunus simonii? como Parental-Padre. Burbank realizaba investigaciones en su jardín personal y era considerado un artista del fitomejoramiento, que intentaba muchos cruces diferentes mientras registraba poca información sobre cada experimento.
Las ciruelas 'Abundance' se desarrollaron a finales del siglo XIX en Santa Rosa, una ciudad en el condado de Sonoma en el norte de California. La variedad 'Abundance' es la más antigua de las variedades japonesas y una ciruela completa.
'Abundance' se encontraba entre varias ciruelas importadas por Luther Burbank en 1884 con el nombre de Prunus triflora. Sin embargo, no fue comercializado por Burbank. El viverista John T. Lovett de Nueva Jersey bautizó la variedad "Abundance" y comenzó su amplia difusión en 1888. Apareció por primera vez en los huertos del sur de los Estados Unidos en 1891. La "American Pomological Society" agregó 'Abundance' a su catálogo de frutas en 1897.
'Abundance' se encuentra en el catálogo de las ciruelas cultivadas en la Estación experimental Aula Dei de Zaragoza.

## Características

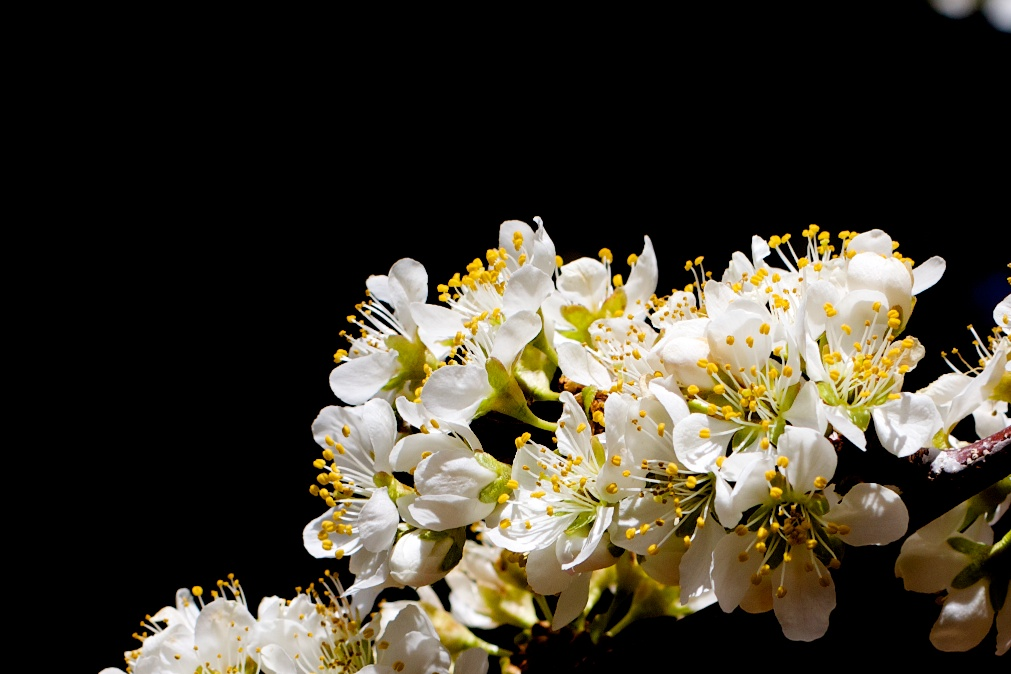
La floración abundante de la variedad 'Abundance'.

'Abundance' árbol grande, erguido, y vigoroso, siendo su fuerte crecimiento erguido una característica notable de la variedad, extendido, bastante productivo. Flor delgada, blanca, muy abundante todos los años, en su polinización, mejora con buenos polinizadores tal como 'Golden Japan', 'Friar', 'Santa Rosa' y 'Laroda', que tiene un tiempo de floración que comienza a partir del 18 de abril con el 10% de floración, para el 21 de abril tiene una floración completa (80%), y para el 8 de mayo tiene un 90% de caída de pétalos.
'Abundance' tiene una talla de fruto de medio a grande, de forma ovalada, ligeramente asimétrica; epidermis tiene una piel de color amarillo, ámbar o incluso cobrizo, sutura poco profunda, y ápice puntiagudo, cavidad medianamente poco profunda, abruptamente redondeada; pulpa de color ambarino, con textura bastante firme y dulce, sabor enérgico subácido, muy bueno.
Hueso muy adherente, pequeño, plano, puntiagudo, casi liso, zona pistilar apuntada, asimétrico.
Su tiempo de recogida de cosecha se inicia en su maduración de la segunda decena de julio, y en zonas más frías a principios de agosto. Las ciruelas 'Abundance' son blandas cuando están maduras y pueden magullarse fácilmente.

## Usos
Las ciruelas 'Abundance' son buenas en fresco para comer directamente del árbol, calidad de primera, también muy buenas en postres de cocina como tartas y pasteles, y se  utilizan comúnmente para hacer conservas y mermeladas.

## Cultivo
Las dos principales cualidades que le han dado a la variedad su gran popularidad tan rápidamente son la adaptabilidad a una amplia diversidad de suelos y climas, y como su nombre indica, la abundancia de frutos, ya que produce no solo mucho, sino también todos los años.

## Susceptibilidades
Presenta cierta vulnerabilidad a la pudrición parda y al hongo del agujero de bala.